# إيني ميني
إيني ميني هي أغنية من قبل المغنى الأمريكى شون كينغستون، والمغنى الكندى جاستن بيبر. تم إصدارها في 23 مارس عام 2010، أُصدرت في الأصل كأول أغنية لألبوم كينغستون الثالث Back 2 Life في 23 مارس 2010، ولكن تم إيقافه لأسباب غير معروفة، فتم إضافتها لألبوم بيبر ماي ورلد 2.0.

## الخلفية والتكوين
عرضت الأغنية لأول مرة في 4 مارس 2010، على موقع ريان سيكريست، وتم إصدارها رسميًا في 23 مارس 2010، في الولايات المتحدة. إنها أغنية رقص البوب (موسيقى)، مع آر أند بي معاصر، وتأثيرات الانصهار الريغي. مكتوبة في مفتاح سي منخفض صغير، مع مجموعة صوتية من لهجة فا#4 إلى ملاحظة لا5. يتحرك بسرعة 120 نبضة في الدقيقة ويتم ضبطه في الوقت العادي. تحتوي الأغنية على ضربات خلفية مركزة بارزة، ثم فاصل الراب، مع الاستفادة من قافية الأطفال إيني ميني مايني مو.

## الفيديو الموسيقى
تم تصوير الفيديو الموسيقي في 30 مارس 2010، في بيفرلي هيلز (كاليفورنيا)، وكان من إخراج راي كاي، مدير فيديو "بيبي" لبيبر. حول موضوع اختيار الفتاة الرائدة، قال كينغستون لـأم تي في (أخبار): "اخترت الفتاة الرئيسية، بشكل أساسي، لأن بيبر كان يبلغ من العمر 16 عامًا وكان عمري 20 عامًا، لذا كان يجب أن تكون فتاة تناسبنا، لأنه في الفيديو والأغنية، تحاول ان تلعب على كلا منا، لذلك كان لا بد أن يكون هناك تباين. بالإضافة إلى ذلك، شرح كينغستون مؤامرة الفيديو إلى راب أب، وعلق قائلاً: "إن الفيديو أساسًا حول هذه الفتاة التي تحاول أن تلعب على كلا منا وفي النهاية ... ينتهي بنا الأمر في نفس المكان وفي وقت واحد، وقد غادرت بنظرة غبية على وجهها".

## وصلات خارجية
- "Eenie Meenie" at Official Sean Kingston Website
- Official music video على يوتيوب
- كلمات الأغنية الكاملة على مترولايركس